# Challenger de Tiburón 2013
El Tiburón Challenger 2013 fue un torneo de tenis profesional que se jugó en pistas duras. Se trató de la 7.ª edición del torneo que forma parte del ATP Challenger Tour 2013. Tuvo lugar en Tiburón, Estados Unidos entre el 7 y el 13 de octubre.

## Jugadores participantes del cuadro de individuales

### Cabezas de serie
| Favorito | País                      | Jugador        | Ranking1 | Posición en el torneo |
| -------- | ------------------------- | -------------- | -------- | --------------------- |
| 1        | Bandera de Estados Unidos | Denis Kudla    | 95       | Semifinales           |
| 2        | Bandera de Estados Unidos | Tim Smyczek    | 100      | Semifinales           |
| 3        | Bandera de Australia      | Matthew Ebden  | 114      | Final                 |
| 4        | Bandera de Estados Unidos | Alex Kuznetsov | 120      | Primera ronda         |
| 5        | Bandera de Estados Unidos | Rajeev Ram     | 123      | Segunda ronda         |
| 6        | Bandera de Estados Unidos | Rhyne Williams | 124      | Segunda ronda         |
| 7        | Bandera de Estados Unidos | Donald Young   | 125      | Cuartos de final      |
| 8        | Bandera de Estados Unidos | Bradley Klahn  | 133      | Segunda ronda         |

- 1 Se ha tomado en cuenta el ranking del 30 de septiembre de 2013.

### Otros participantes
Los siguientes jugadores ingresaron al cuadro principal invitados por la organización del torneo (WC):
- Mitchell Frank
- Marcos Giron
- Campbell Johnson
- Daniel Nguyen

Los siguientes jugadores ingresaron al cuadro principal tras participar en la fase clasificatoria (Q):
- Giovanni Lapentti
- Philip Bester
- Julio Peralta
- Greg Ouellette

## Campeones

### Individual Masculino
- Peter Polansky derrotó en la final a  Matthew Ebden 7-5, 6-3.

### Dobles Masculino
- Austin Krajicek /  Rhyne Williams derrotaron en la final a  Bradley Klahn /  Rajeev Ram 6–4, 6–1